# Лопшанга
Лопшанга — река в России, протекает в Краснобаковском районе Нижегородской области. Устье реки находится в 199 км по правому берегу реки Ветлуги. Длина реки составляет 19 км, площадь водосборного бассейна 90,9 км². В 5,1 км по левому берегу принимает слева реку Варбаш.
Исток реки находится у деревни Усольцево в 11 км к юго-западу от посёлка Красные Баки. Река течёт на восток, в среднем течении на левом берегу деревня Вавилиха. Впадает в Ветлугу ниже деревни Лысица.

## Данные водного реестра
По данным государственного водного реестра России относится к Верхневолжскому бассейновому округу, водохозяйственный участок реки — Ветлуга от города Ветлуга и до устья, речной подбассейн реки — Волга от впадения Оки до Куйбышевского водохранилища (без бассейна Суры). Речной бассейн реки — (Верхняя) Волга до Куйбышевского водохранилища (без бассейна Оки).
По данным геоинформационной системы водохозяйственного районирования территории РФ, подготовленной Федеральным агентством водных ресурсов:
- Код водного объекта в государственном водном реестре — 08010400212110000043007
- Код по гидрологической изученности (ГИ) — 110004300
- Код бассейна — 08.01.04.002
- Номер тома по ГИ — 10
- Выпуск по ГИ — 0